# Valberg (Nordland)
Valberg est une localité du comté de Nordland, en Norvège.

## Géographie
Administrativement, Valberg fait partie de la kommune de Vestvågøy.